# دیوزو مودیوروشی
دیوزو مودیوروشی (مجاری: Győző Mogyorossy; ۲۳ دسامبر ۱۹۱۴ – ۲۰ دسامبر ۱۹۸۱) ژیمناست هنری اهل مجارستان بود.
وی در مسابقات کشوری و بین‌المللی در مجموع برندهٔ ۱ مدال برنز شده‌است.